# 特設公衆電話
特設公衆電話（とくせつこうしゅうでんわ）とは、大規模災害の被災者や帰宅困難者が無料で使用することが出来る、地方公共団体または帰宅困難者対策協議会が要請して、NTT東日本・NTT西日本が、施設収容人数100人あたり1台設置する公衆電話サービスである。災害救助法の発動または、それに順ずる事態の発生で使用開始する。
一般の公衆電話と同様、災害時優先電話と同様の輻輳時発信優先扱いである。普段の費用を抑えるため公衆電話機ではなく、一般の卓上用電話機が使用される。

## 事前設置
事前設置の特設公衆電話は、武力攻撃事態等における国民の保護のための措置に関する法律（国民保護法）第148条・国民保護法施行令第35条に規定する避難所、帰宅困難者の大量発生が予想される地区の公共施設・オフィスビル・駅・コンビニエンスストア等にあらかじめ設置するものである。以前から常置されている場合はその数も考慮される。
電話機・配管・設置場所は、施設管理者が提供し、回線利用料・通話料は、電気通信事業者が負担している。

### 設置
| 年度       | NTT東日本 | NTT東日本 | NTT西日本 | NTT西日本 |
| 年度       | 箇所      | 台        | 箇所      | 台        |
| ---------- | --------- | --------- | --------- | --------- |
| 2012年度末 | 4250      | 11343     | 2534      | 6201      |
| 2017年度末 | 22441     | 45671     | 14307     | 25575     |
| 2024年     | 24969     | 50860     | 21444     | 37720     |

## 事後設置
事後設置の特設公衆電話は、被災地地方公共団体が要請して、事前設置されていない避難所に閉鎖までの期間設置するものである。電話回線が途絶した場合には、電話機（一度に複数が使えるように4台から8台設置される）及び接続用モジュラーケーブルを運ぶ機材車と、ワイドスター移動型地球局の2台一組で運用される。

### 設置実績
- 2004年の新潟県中越地震発生時には129カ所の避難所に378台の特設公衆電話が設置された。
- 2011年の東日本大震災では、延べ1201カ所に延べ3929台の特設公衆電話が設置された[3]。

## 費用負担
2013年現在、公衆電話機能の接続料原価に上乗せする形で電気通信事業者が負担している。消費者団体などには、公衆電話料金の値上げを抑えるために税金による負担、基礎的電気通信役務に指定しユニバーサルサービス基金で負担すべきなどの意見もある。